# Jonas Wolnander
Jonas Wolnander, född i Vårdnäs socken, död april 1703 i Vallerstads socken, var en svensk präst i Vallerstads församling.

## Biografi
Jonas Wolnander föddes i Vårdnäs socken och var son till bonden Lars. Han blev 24 oktober 1675 student vid Uppsala universitet och prästvigdes 4 juli 1683. Wolnander blev 1684 krigspräst vid Östgöta kavalleriregemente och 1690 regementspastor. Han blev 1702 kyrkoherde i Vallerstads församling. Wolnander avled i april 1703 i Vallerstads socken.